# Luchtvaart in 2007
Deze pagina gaat over het luchtvaartjaar 2007.

## Gebeurtenissen

### Januari
1 januari
- Adam Air-vlucht 574 uitgevoerd met een Boeing 737-400 stort neer in de Straat Makassar bij Indonesië. 102 mensen komen om.

9 januari
- Een Antonov An-26 stort neer tijdens de landing op een militaire basis van de Verenigde Staten in Balad, Irak. 34 mensen komen om, 1 inzittende raakt levensgevaarlijk gewond.

### Maart
7 maart
- Garuda Indonesia-vlucht 200 uitgevoerd met een Boeing 737-400 crasht tijdens het opstijgen vanaf Luchthaven Adisucipto in de Indonesische stad Jogjakarta. 22 van de 140 inzittenden komen om.

23 maart
- Een Iljoesjin Il-76 stort neer bij Mogadishu, Somalië. De 11 inzittenden van het toestel komen om.

25 maart
- Brussels Airlines voert  zijn eerste vlucht uit tussen Brussels Airport en Luchthaven Portela.

27 maart
- De laatste Airbus A300 verlaat de productielijn.

### Mei
5 mei
- Een Boeing 737-800 van Kenya Airways stort neer vlak na het opstijgen vanaf Luchthaven Douala Internationaal. De 114 mensen aan boord komen om.

### Juli
12 juli
- Airbus levert het laatste toestel uit de Airbus A300-serie. Het gaat om een A300F die geleverd wordt aan FedEx.

17 juli
- TAM Linhas Aéreas-vlucht 3054 stort neer bij Luchthaven Congonhas. De 187 inzittenden van de Airbus A320 komen om samen met 12 mensen op de grond.

### Augustus
9 augustus
- Een de Havilland Canada DHC-6 Twin Otter van Air Moorea stort neer vlak na het opstijgen vanaf Luchthaven Moorea. Al de 20 inzittenden komen om.

26 augustus
- Een overbeladen Antonov An-32 van Great Lakes Business Company stort neer bij Kongolo in Congo-Kinshasa. 13 van de 15 inzittenden komen om.

### September
16 september
- One-Two-GO-vlucht 269 uitgevoerd met een McDonnell-Douglas MD-82 stort neer tijdens de landing op de Internationale Luchthaven van Phuket. 89 van de 130 inzittenden komen om.

### Oktober
4 oktober
- Een Antonov An-26 in dienst van Malift Air stort neer kort na het opstijgen vanaf Luchthaven N'djili. 51 mensen komen om waarvan 31 op de grond.

15 oktober
- Airbus levert de eerste Airbus A380 af aan Singapore Airlines.

25 oktober
- Singapore Airlines voert de eerste commerciële vlucht ooit uit met een Airbus A380. De vlucht gaat van Singapore naar Sydney.

### November
15 november
- Een gloednieuwe Airbus A340-600 die geleverd moest worden aan Etihad Airways botst tijdens een motortest tegen hoge snelheid met een muur. Het vliegtuig is volledig afgeschreven en de 5 inzittenden raken gewond.

30 november
- Atlasjet-vlucht 4203 uitgevoerd met een McDonnell Douglas MD-83 stort neer bij het Turkse Keçiborlu. Al de 56 inzittenden komen om.

2000 · 2001 · 2002 · 2003 · 2004 · 2005 · 2006 · 2007 · 2008 · 2009 · 2010 · 2011 · 2012 · 2013 · 2014 · 2015 · 2016 · 2017 · 2018 · 2019 · 2020 · 2021 · 2022 · 2023 · 2024 · 2025